# Ягубовка
Ягубовка (рос. Ягубовка) — село в Бутурлинському районі Нижньогородської області Російської Федерації.
Населення становить 384 особи. Входить до складу муніципального утворення Ягубовська сільрада.

## Історія
Від 2009 року входить до складу муніципального утворення Ягубовська сільрада.

## Населення
| 1999 | 2002 | 2010 |
| ---- | ---- | ---- |
| 512  | ↘471 | ↘384 |